# 222-1-193
222-1-193 — типовий проєкт загальноосвітньої школи на 30 класів (1176 учнів), розроблений у 1973 ЦНДІЕП навчальних будівель (Москва). У 1975 проєкт було змінено, він отримав номер 224-1-193/75. Школи, збудовані за проєктами, поширені в Росії, Україні та Білорусі.

## Опис
Являє собою панельну триповерхову будівлю з прямокутним планом з розмірами в осях 66×42 м і прямокутним патіо з розмірами в осях 30×21 м. Патіо сполучається проїздом шириною в 5 кроків. Висота поверху 3,3 м, загальна висота будівлі 12 м.

## Світлини

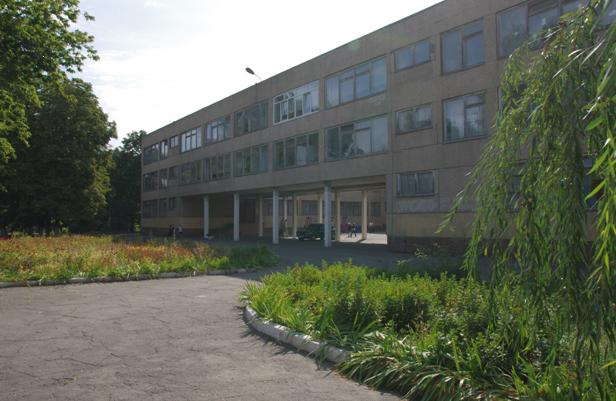
Кривий Ріг, школа № 88, 1982
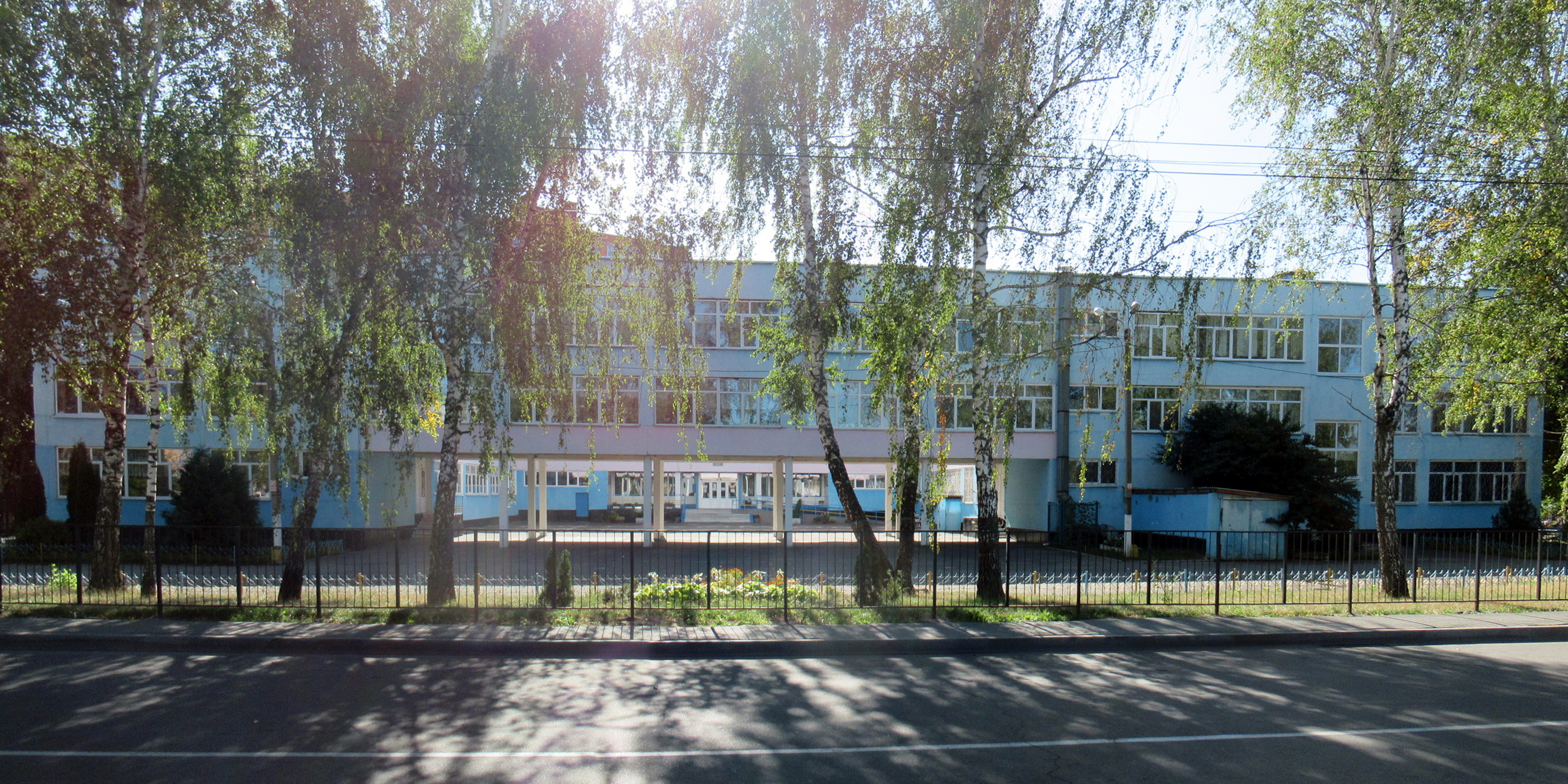
Вінниця, Замостя, ліцей № 31, 1985
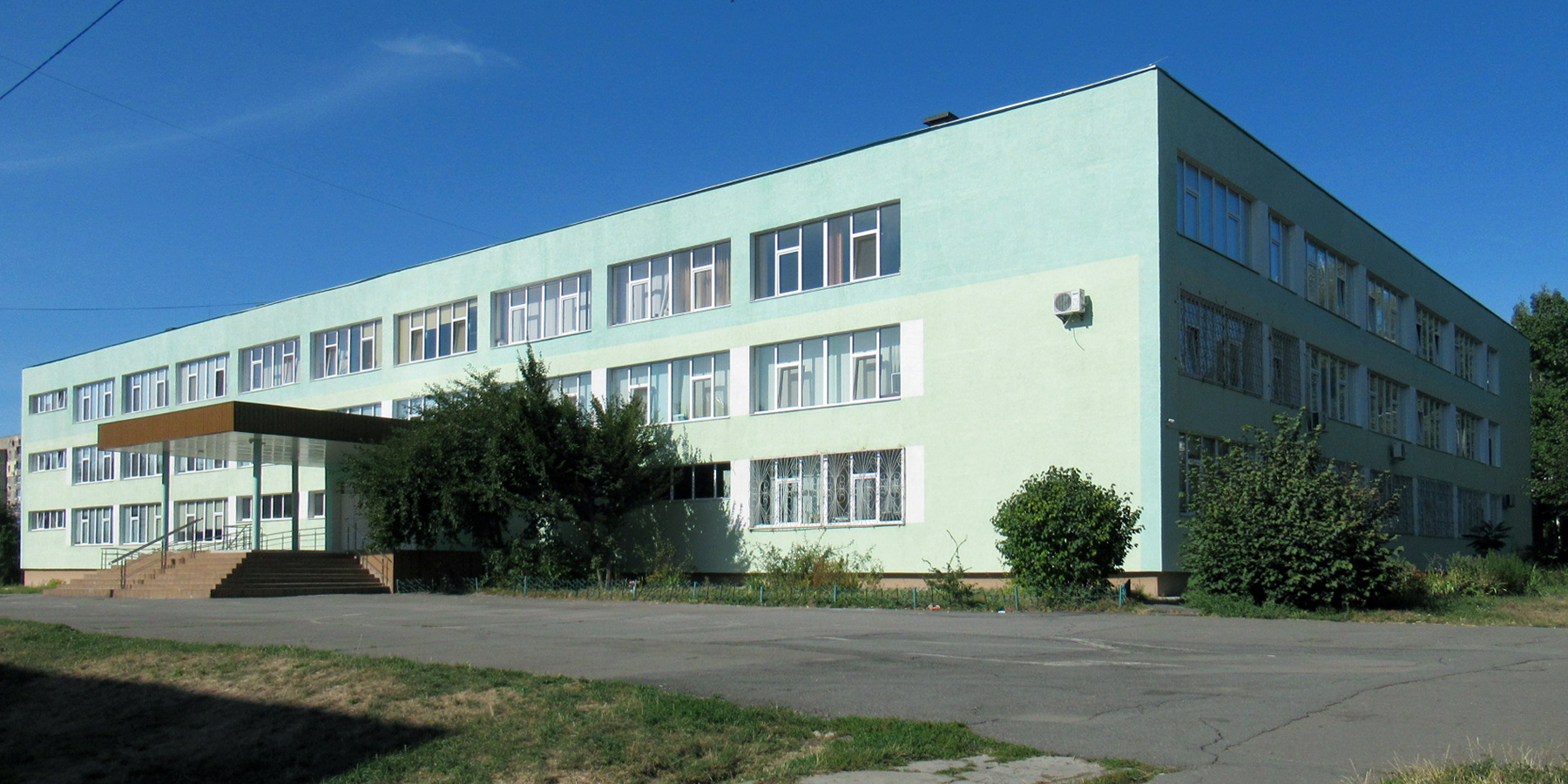
Вінниця, Вишенька, ліцей № 35, 1986
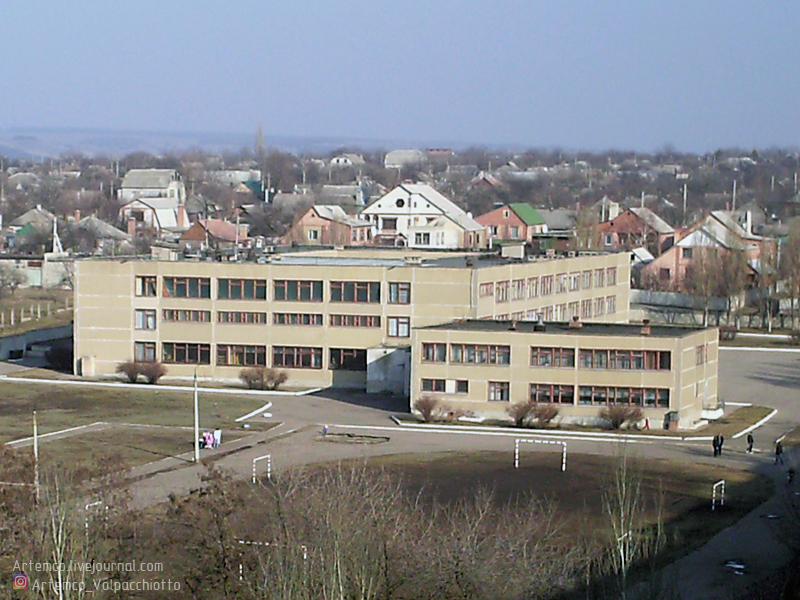
Краматорськ, Верстатобуд, школа № 7, 1989
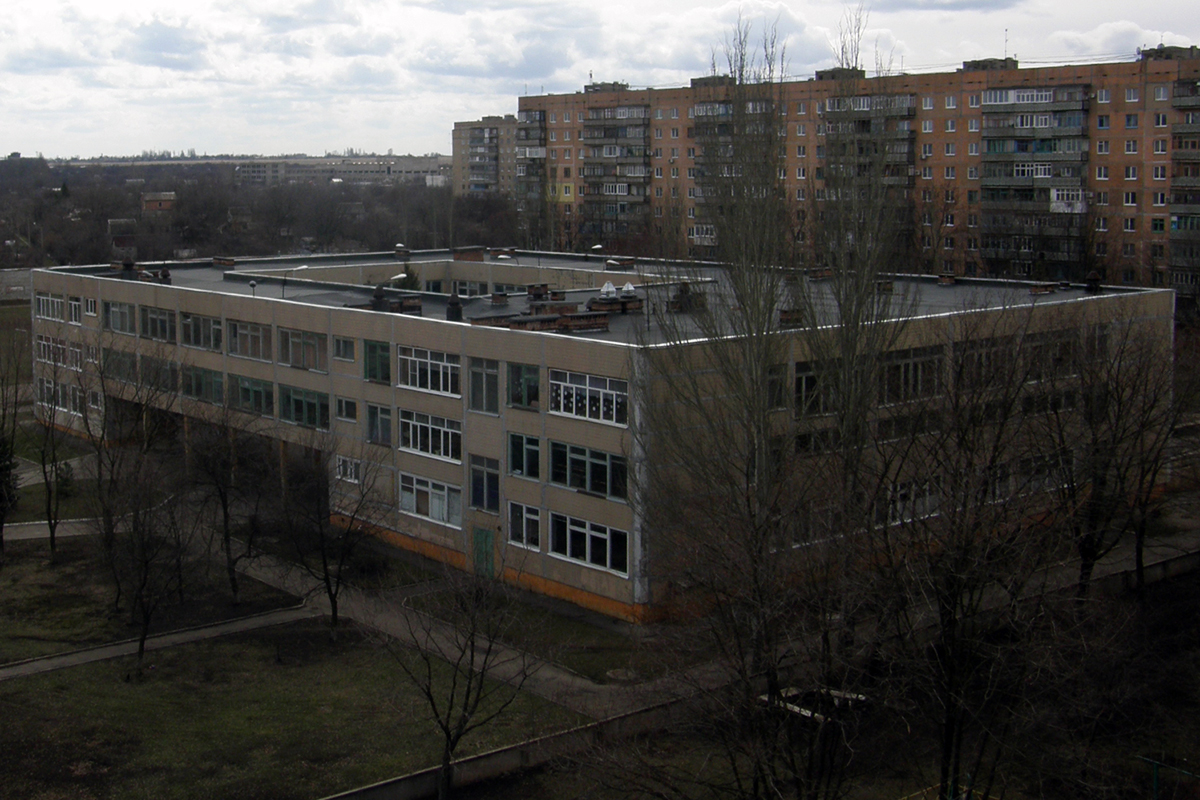
Краматорськ, школа № 9, 1986

## Інше
- Аналогічний проєкт школи з цегли має номер 224-1-194.